# 鄧亜萍
鄧 亜萍（とう あひょう、とう あへい、デン ヤピン、簡体字:邓 亚萍、英語: Deng Yaping, 1973年2月6日 - ）は、中華人民共和国河南省鄭州市出身の女子卓球選手。オリンピックで4つの金メダルを獲得するなど世界大会で18回の優勝がある。

## 経歴

### 選手時代
1991年から引退後の1998年12月まで7年以上の間、世界ランキング1位だった。
1989年、世界選手権ドルトムント大会の女子ダブルスで優勝 (パートナーは喬紅)。
1991年の世界選手権千葉大会ではシングルスで優勝、団体とダブルスで準優勝した。また、卓球が正式種目となった1992年のバルセロナオリンピックでも、シングルス、ダブルスで金メダルを獲得した。
1993年の世界選手権イェテボリ大会では、中国からシンガポールに帰化したジン・ジュンホンを相手に、シングルスでまさかの敗退を喫したものの、団体で優勝、ダブルスで準優勝した。
1994年アジア競技大会では、日本に帰化した小山ちれに決勝で敗れた。
翌1995年の世界選手権天津大会では団体、シングルス、ダブルスで優勝し、女子種目三冠王に返り咲いた。
1996年のアトランタオリンピックのシングルス、ダブルスで金メダルを獲得。
1997年の世界選手権マンチェスター大会では団体、シングルス、ダブルスで優勝、混合ダブルスでも準優勝を収めた。同年、24歳で現役を引退した。

### 引退後
2008年北京オリンピックでは、組織委員会で選手村業務担当の副部長を務めた。
2009年4月には、中国共産党共産主義青年団北京市委員会副書記に就任した。
2010年9月25日、人民日報と人民網が協同出資した「人民捜索網絡股フェン公司」の総経理に招聘されることとなった。同年11月、広州市で行われるアジア競技大会の聖火最終走者としてバレーボールの郎平と共に有力候補として彼女の名前が報じられた。人民日報副秘書長にも就任していた彼女は同年12月、北京郵電大学で行われた講演会で「人民日報は62年間、一切虚偽の報道は行っていない。」と発言、批判が殺到した。
2012年ロンドンオリンピック開催中、ロンドン地下鉄の駅名に他の世界の有名アスリートとともに名付けられることが報じられた。
彼女は、中国における20世紀を代表する女子スポーツ選手に選ばれた。ギネスブックに、彼女の名前が載ったことがある。

## 主な戦績
- 1989年
  - 第40回世界卓球選手権女子ダブルス金メダル (喬紅と)
- 1990年
  - 第1回卓球ワールドカップ女子団体金メダル
  - アジア競技大会 (北京 )女子団体金メダル、女子シングルス金メダル、女子ダブルス銀メダル  (喬紅と)、混合ダブルス金メダル (韋晴光と)
- 1991年
  - 第41回世界卓球選手権 (千葉市) 女子シングルス金メダル、女子ダブルス金メダル (喬紅と)
  - 第2回卓球ワールドカップ女子団体金メダル (1991-1992年)
- 1992年
  - バルセロナオリンピック女子シングルス金メダル、女子ダブルス金メダル (喬紅と)
- 1993年
  - 第42回世界卓球選手権女子団体金メダル、女子ダブルス銀メダル (喬紅と)
- 1995年
  - 第43回世界卓球選手権女子団体金メダル、女子シングルス金メダル、女子ダブルス金メダル (喬紅と)
- 1996年
  - アトランタオリンピック女子シングルス金メダル、女子ダブルス金メダル (喬紅と)
- 1997年
  - 第44回世界卓球選手権女子団体金メダル、女子シングルス金メダル、女子ダブルス金メダル (楊影と)、混合ダブルス銀メダル (孔令輝と)

## 引退後
彼女は引退後の1997年、国際オリンピック委員会委員となった。
また、清華大学で学士の学位を、2006年3月にはイングランドのノッティンガム大学で修士の学位を取得した。その後、ケンブリッジ大学で経済学のPh.D.の取得を目指している。
同じ卓球選手の林志剛と結婚して、男の子が1人いる。